# Volksbank Warendorf

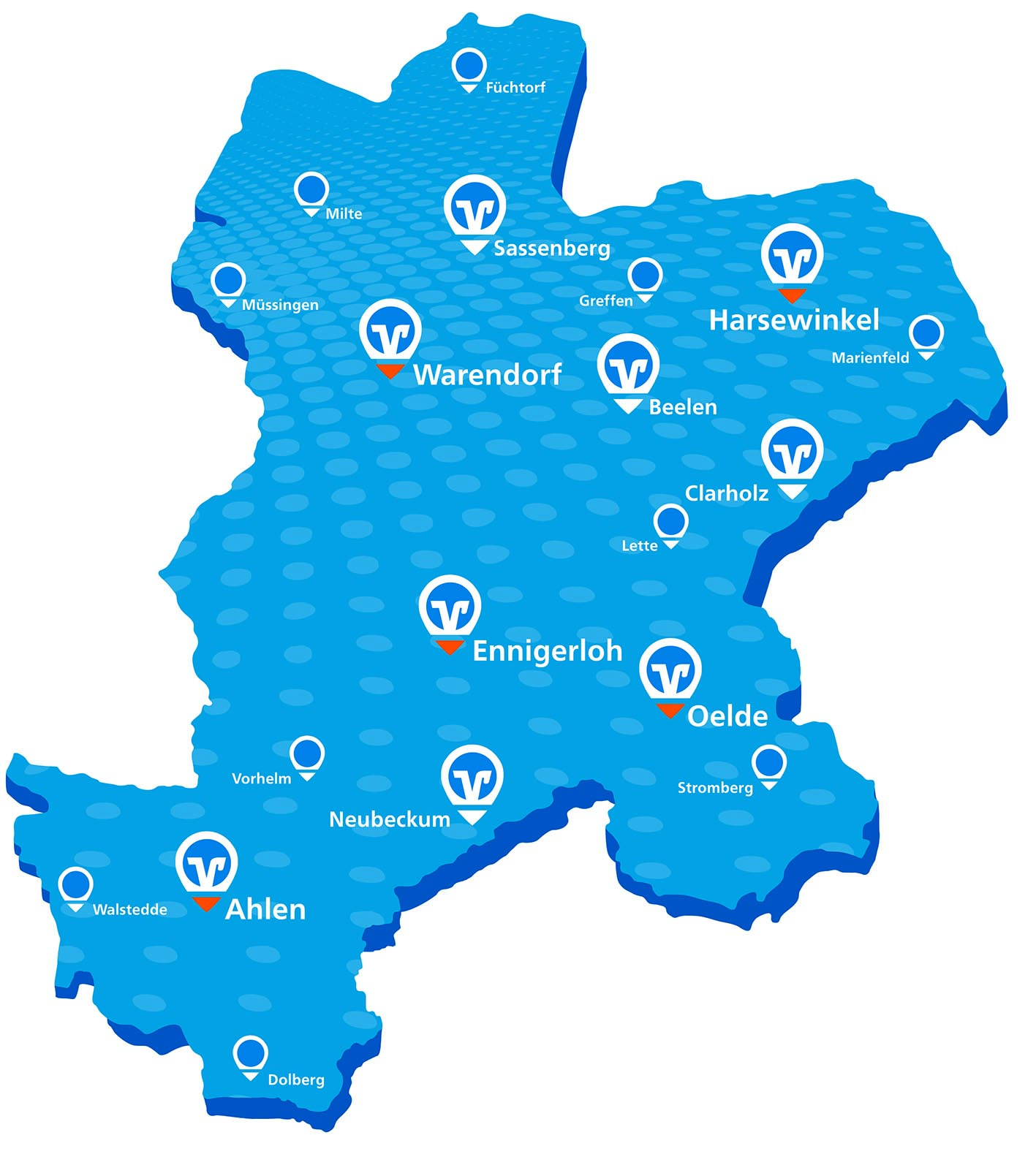
Gebietskarte Volksbank eG, Warendorf

Die Volksbank eG mit Sitz in Warendorf war eine deutsche Genossenschaftsbank. Sie entstand am 1. Januar 2015 aus der Fusion der Volksbank Ahlen-Sassenberg-Warendorf eG und der Volksbank Oelde-Ennigerloh-Neubeckum eG. Am 1. August 2019 hat sie mit der Volksbank im Ostmünsterland eG fusioniert.
Im Jahr 2021 hat die Volksbank eG eine strategische Zusammenarbeit mit der Volksbank im Münsterland eG begonnen, um eine mögliche Fusion zu bewerten und zu prüfen. Mitte Juni 2024 wurde die Fusion im Rahmen der Vertreterversammlungen besiegelt. Die Fusion erfolgte mit der juristischen Eintragung dann rückwirkend zum 1. Januar 2024.

## Organisationsstruktur
Rechtsgrundlagen waren das Genossenschaftsgesetz und die Satzung der Volksbank eG. Die Organe waren der Vorstand, der Aufsichtsrat und die Mitgliedervertreterversammlung.
Der Vorstand der Volksbank eG bestand aus zwei Mitgliedern, die vom Aufsichtsrat bestellt wurden. Sie leiteten die Bank eigenverantwortlich, vertraten sie nach außen und führten die Geschäfte. Der Vorstand war dem Aufsichtsrat und den Mitgliedern der Bank zur Rechenschaft verpflichtet.

## Geschäftsgebiet und Kunden
Das Geschäftsgebiet erstreckte sich über den Ostteil des Kreises Warendorf sowie über den westlichen Teil des Kreises Gütersloh. Im Geschäftsgebiet wurden 27 Geschäftsstellen unterhalten. Davon waren fünf Hauptstellen, vier Filialen und 18 SB-Filialen. Neben dem juristischen Sitz der Genossenschaft in Warendorf gab es Niederlassungen in Ahlen, Beelen, Clarholz, Ennigerloh, Harsewinkel, Neubeckum, Oelde, Sassenberg und Warendorf.

## Verbundpartner
Die Volksbank eG arbeitete mit den nachfolgenden Partnern der Genossenschaftlichen Finanzgruppe zusammen:
- Bausparkasse Schwäbisch Hall
- DZ Bank
- DZ PRIVATBANK
- DZ HYP
- MünchenerHyp
- R+V Versicherung
- Teambank
- Union Investment
- VR Smart Finanz

## Geschichte
Die Volksbank eG mit Sitz in der Kreisstadt Warendorf wurde am 17. Februar 1884 gegründet. Die heutige Bank ist durch mehrere Fusionen entstanden.